# Härlanda, Göteborg

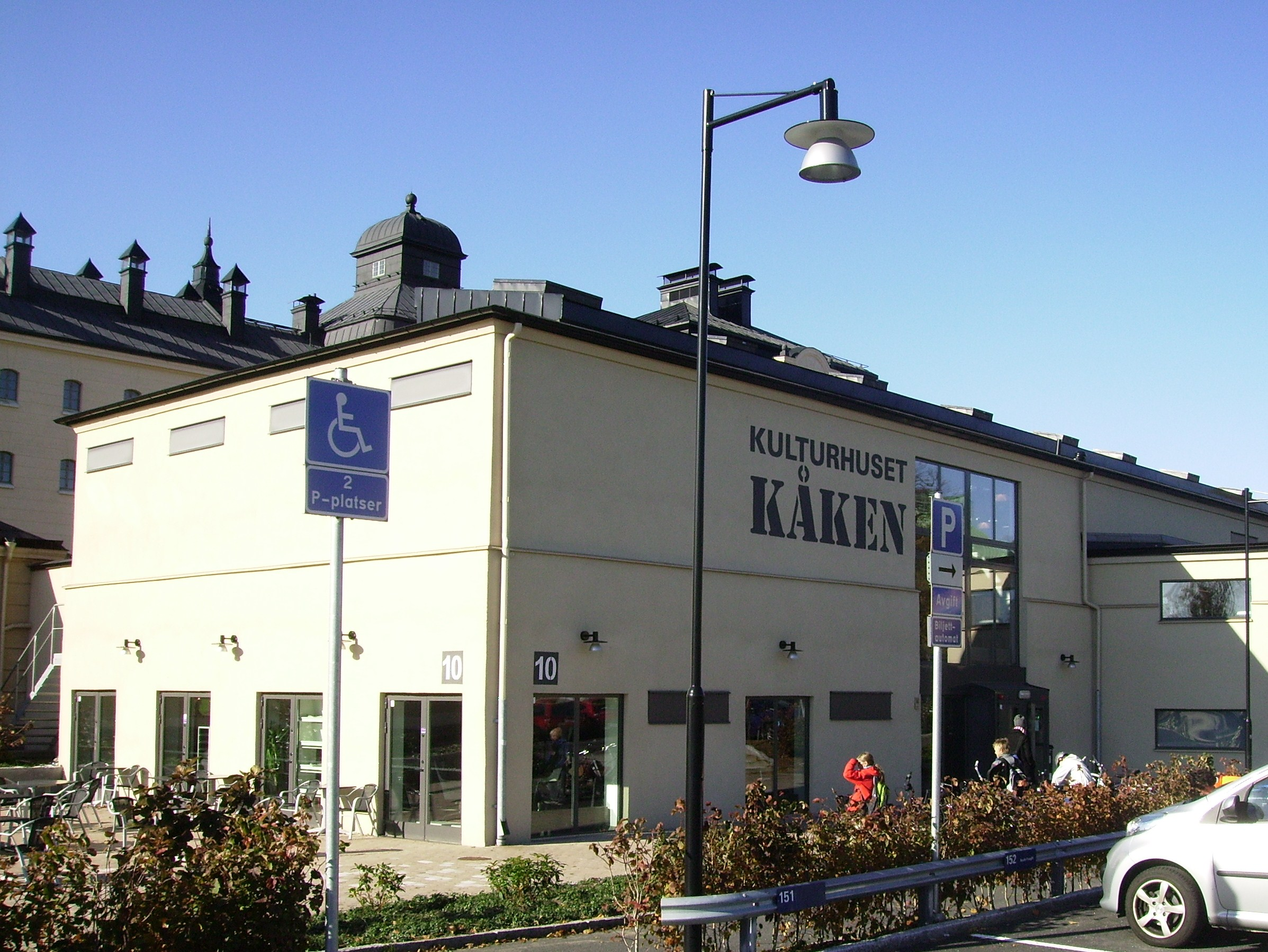
Kulturhuset Kåken ligger i en före detta verkstadsbyggnad till Härlanda fängelse.

Härlanda är ett primärområde i stadsområde Centrum i Göteborgs kommun. 

## Namnet
Namnet Härlanda är belagt från 1474 där förleden Här- kommer av ordet hära med betydelsen den gråa och avser bäcken i området, efterleden -landa är av den mycket gamla västsvenska betydelsen strandmark, mark vid vatten.

## Historia

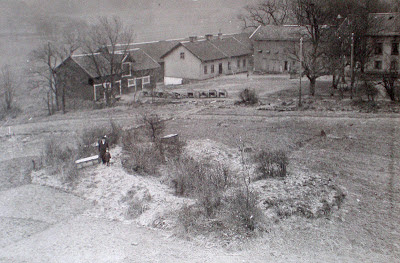
Landeriet Stora Härlanda 1925.

Ovanför Härlanda kyrka från 1958 finns Härlanda kyrkoruin, resterna av en 1100-talskyrka som revs 1528 på befallning av Gustav Vasa för att få byggmaterial till Nya Lödöse. Byn Härlanda donerades den 5 augusti 1474  till just Nya Lödöse. År 1842 sålde staden besittningsrätten till landeriet Stora Härlanda (och Kaggelyckan) till lantbrukare Lars Georg Lundström, för 20 500 riksdaler banco, 1903 köptes ett område på 600 000 kvadratfot (52 890 kvadratmeter) för 78 000 kronor för att upplåtas åt kronan som skulle bygga Härlanda fängelse. Fängelset togs i bruk 1907. 1916 återköpte staden landeriet för 123 500 kronor.

## Nyckeltal

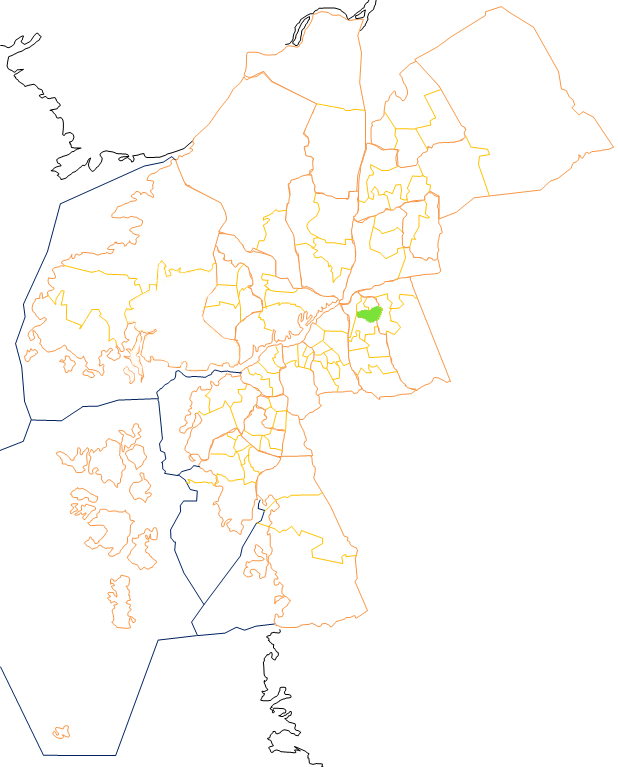
Härlanda

Nyckeltalen redovisar statistik som beskriver Göteborg och dess 96 delområden, primärområden, per den 31 december och kan användas för att jämföra de olika områdena. Nedan redovisas uppgifter för primärområdet och jämförelse görs mot uppgifterna för hela kommunen.
|                                                           | Härlanda   | Hela Göteborg |
| --------------------------------------------------------- | ---------- | ------------- |
| Folkmängd                                                 | 1 616      | 587 549       |
| Befolkningsförändring 2020–2021                           | -17        | +4 493        |
| Andel födda i utlandet                                    | 10,2 %     | 28,3 %        |
| Andel utrikes födda eller med två utrikes födda föräldrar | 13,9 %     | 38,1 %        |
| Medelinkomst                                              | 406 100 kr | 332 400 kr    |
| Arbetslöshet                                              | 3,3 %      | 6,6 %         |
| Antal ersatta dagar från F-kassan per person (16-64 år)   | 12,2       | 19,5          |
| Andel med eftergymnasial utbildning (minst 3 år)          | 48,8 %     | 37,9 %        |
| Andel bostäder före 1941                                  | 64,7 %     |               |
| Andel bostäder i allmännyttan                             | 0,0 %      | 25,9 %        |
| Antal färdigställda bostäder 2021                         | 0          |               |
| Andel bostäder i småhus                                   | 34,2 %     | 18,3 %        |

## Stadsområdes- och stadsdelsnämndstillhörighet
Primärområdet tillhörde fram till årsskiftet 2020/2021 stadsdelsnämndsområdet Örgryte-Härlanda och ingår sedan den 1 januari 2021 i stadsområde Centrum.